# دم‌چلچله‌ای سرخ‌پیکر
دم‌چلچله‌ای سرخ‌پیکر یا دم‌چلچله‌ای یاقوتی، سرده‌ای از تیره (خانواده) پرستودمان هستند. این گروه، سرده‌های Atrophaneura, Byasa, Losaria, or Pachliopta را دربر می‌گیرد. آنها، در مناطقی از آسیا به وفور دیده می‌شوند. پروانه رز سرخ از گونه‌های این سرده است.